# Kerkerbachbahn
| Kursbuchstrecke (DB): | ex 195h, 194u                                                                     |                                      |                                      |
| Kursbuchstrecke: | 193w (Kerkerbach – Hintermeilingen 1934) 194u (Kerkerbach – Hintermeilingen 1946) |                                      |                                      |
| Streckenlänge: | 35,1 km                                                                           |                                      |                                      |
| Spurweite: | 1000 mm (Meterspur)                                                               |                                      |                                      |
| Maximale Neigung: | 20 ‰                                                                              |                                      |                                      |
| Minimaler Radius: | 80 m                                                                              |                                      |                                      |
| Streckengeschwindigkeit: | 25 km/h                                                                           |                                      |                                      |
| |                                                                                   |                                      |                                      |
| \| \| 0,0 \| Dehrn \| Dehrn \| \| \| 0,5 \| Streckenende \| Streckenende \| \| \| 0,6 \| nach Dehrn Hafen \| nach Dehrn Hafen \| \| \| 0,8 \| Steeden Kalkwerk \| Steeden Kalkwerk \| \| \| 1,3 \| Landesstraße 3063 \| Landesstraße 3063 \| \| \| 1,4 \| Abzweig der Neubaustrecke \| Abzweig der Neubaustrecke \| \| \| 1,6 \| Steeden (heute Normalspur) \| Steeden (heute Normalspur) \| \| \| 2,8 \| Kerkerbach \| Kerkerbach \| \| \| 2,9 \| Anst. \| Anst. \| \| \| 3,3 \| Lahntalbahn \| Lahntalbahn \| \| \| 3,7 \| Kerkerbach / ehem. Kerkerbach West \| Kerkerbach / ehem. Kerkerbach West \| \| \| \| Lahntalbahn \| \| \| \| 6,3 \| Schadeck \| Schadeck \| \| \| 7,6 \| Hofen \| Hofen \| \| \| \| Anschluss Obertiefenbach (1911–1919) \| \| \| \| 9,2 \| Eschenau (Nassau) \| Eschenau (Nassau) \| \| \| 11,1 \| Christianshütte \| Christianshütte \| \| \| 12,4 \| Schupbach \| Schupbach \| \| \| 14,1 \| Hüttenmühle \| Hüttenmühle \| \| \| 15,9 \| Heckholzhausen \| Heckholzhausen \| \| \| 16,9 \| Heckholzhausen Chaussee \| Heckholzhausen Chaussee \| \| \| 18,4 \| Schlagmühle \| Schlagmühle \| \| \| 20,5 \| Hintermeilingen \| Hintermeilingen \| \| \| 23,6 \| Lahr (Westerwald) \| Lahr (Westerwald) \| \| \| 25,4 \| Fussingen \| Fussingen \| \| \| 28,7 \| Füllburg \| Füllburg \| \| \| 30,8 \| Waldernbach \| Waldernbach \| \| \| 33,6 \| Winkels \| Winkels \| \| \| 35,1 \| Mengerskirchen \| Mengerskirchen \| |                                                                                   |                                      |                                      |
| Kopfbahnhof Streckenanfang (Strecke außer Betrieb) | 0,0                                                                               | Dehrn                                | Dehrn                                |
| Strecke (außer Betrieb) | 0,5                                                                               | Streckenende                         | Streckenende                         |
| Abzweig geradeaus und von rechts (Strecke außer Betrieb) · Strecke | 0,6                                                                               | nach Dehrn Hafen                     | nach Dehrn Hafen                     |
| Strecke (außer Betrieb) · Dienststation / Betriebs- oder Güterbahnhof | 0,8                                                                               | Steeden Kalkwerk                     | Steeden Kalkwerk                     |
| Strecke (außer Betrieb) · Bahnübergang | 1,3                                                                               | Landesstraße 3063                    | Landesstraße 3063                    |
| Abzweig ehemals geradeaus und von links · Strecke nach rechts | 1,4                                                                               | Abzweig der Neubaustrecke            | Abzweig der Neubaustrecke            |
| ehemaliger Bahnhof | 1,6                                                                               | Steeden (heute Normalspur)           | Steeden (heute Normalspur)           |
| Brücke über Wasserlauf | 2,8                                                                               | Kerkerbach                           | Kerkerbach                           |
| Abzweig geradeaus und ehemals nach links | 2,9                                                                               | Anst.                                | Anst.                                |
| Abzweig geradeaus und von rechts | 3,3                                                                               | Lahntalbahn                          | Lahntalbahn                          |
| Bahnhof | 3,7                                                                               | Kerkerbach / ehem. Kerkerbach West   | Kerkerbach / ehem. Kerkerbach West   |
| Abzweig ehemals geradeaus und nach rechts |                                                                                   | Lahntalbahn                          | Lahntalbahn                          |
| Haltepunkt / Haltestelle (Strecke außer Betrieb) | 6,3                                                                               | Schadeck                             | Schadeck                             |
| Haltepunkt / Haltestelle (Strecke außer Betrieb) | 7,6                                                                               | Hofen                                | Hofen                                |
| Abzweig geradeaus und von links (Strecke außer Betrieb) |                                                                                   | Anschluss Obertiefenbach (1911–1919) | Anschluss Obertiefenbach (1911–1919) |
| Bahnhof (Strecke außer Betrieb) | 9,2                                                                               | Eschenau (Nassau)                    | Eschenau (Nassau)                    |
| Bahnhof (Strecke außer Betrieb) | 11,1                                                                              | Christianshütte                      | Christianshütte                      |
| Bahnhof (Strecke außer Betrieb) | 12,4                                                                              | Schupbach                            | Schupbach                            |
| Haltepunkt / Haltestelle (Strecke außer Betrieb) | 14,1                                                                              | Hüttenmühle                          | Hüttenmühle                          |
| Bahnhof (Strecke außer Betrieb) | 15,9                                                                              | Heckholzhausen                       | Heckholzhausen                       |
| Bahnhof (Strecke außer Betrieb) | 16,9                                                                              | Heckholzhausen Chaussee              | Heckholzhausen Chaussee              |
| Haltepunkt / Haltestelle (Strecke außer Betrieb) | 18,4                                                                              | Schlagmühle                          | Schlagmühle                          |
| Bahnhof (Strecke außer Betrieb) | 20,5                                                                              | Hintermeilingen                      | Hintermeilingen                      |
| Bahnhof (Strecke außer Betrieb) | 23,6                                                                              | Lahr (Westerwald)                    | Lahr (Westerwald)                    |
| Bahnhof (Strecke außer Betrieb) | 25,4                                                                              | Fussingen                            | Fussingen                            |
| Haltepunkt / Haltestelle (Strecke außer Betrieb) | 28,7                                                                              | Füllburg                             | Füllburg                             |
| Bahnhof (Strecke außer Betrieb) | 30,8                                                                              | Waldernbach                          | Waldernbach                          |
| Haltepunkt / Haltestelle (Strecke außer Betrieb) | 33,6                                                                              | Winkels                              | Winkels                              |
| Kopfbahnhof Streckenende (Strecke außer Betrieb) | 35,1                                                                              | Mengerskirchen                       | Mengerskirchen                       |

Die Kerkerbachbahn Aktien-Gesellschaft bestand von 1884 bis 1984, davon von 1886 bis 1975 als aktive Eisenbahngesellschaft. Das Unternehmen war Betreiber und Besitzer der im südlichen Westerwald gelegenen Kerkerbachbahn, einer Bahnstrecke, die von Dehrn über Kerkerbach (einem Gewerbegebiet der Stadt Runkel und gleichnamigen Gewässer) im Lahntal Richtung Norden bis Mengerskirchen durch den jetzigen Landkreis Limburg-Weilburg in Hessen führte.

## Geschichte

### Gründung des Unternehmens

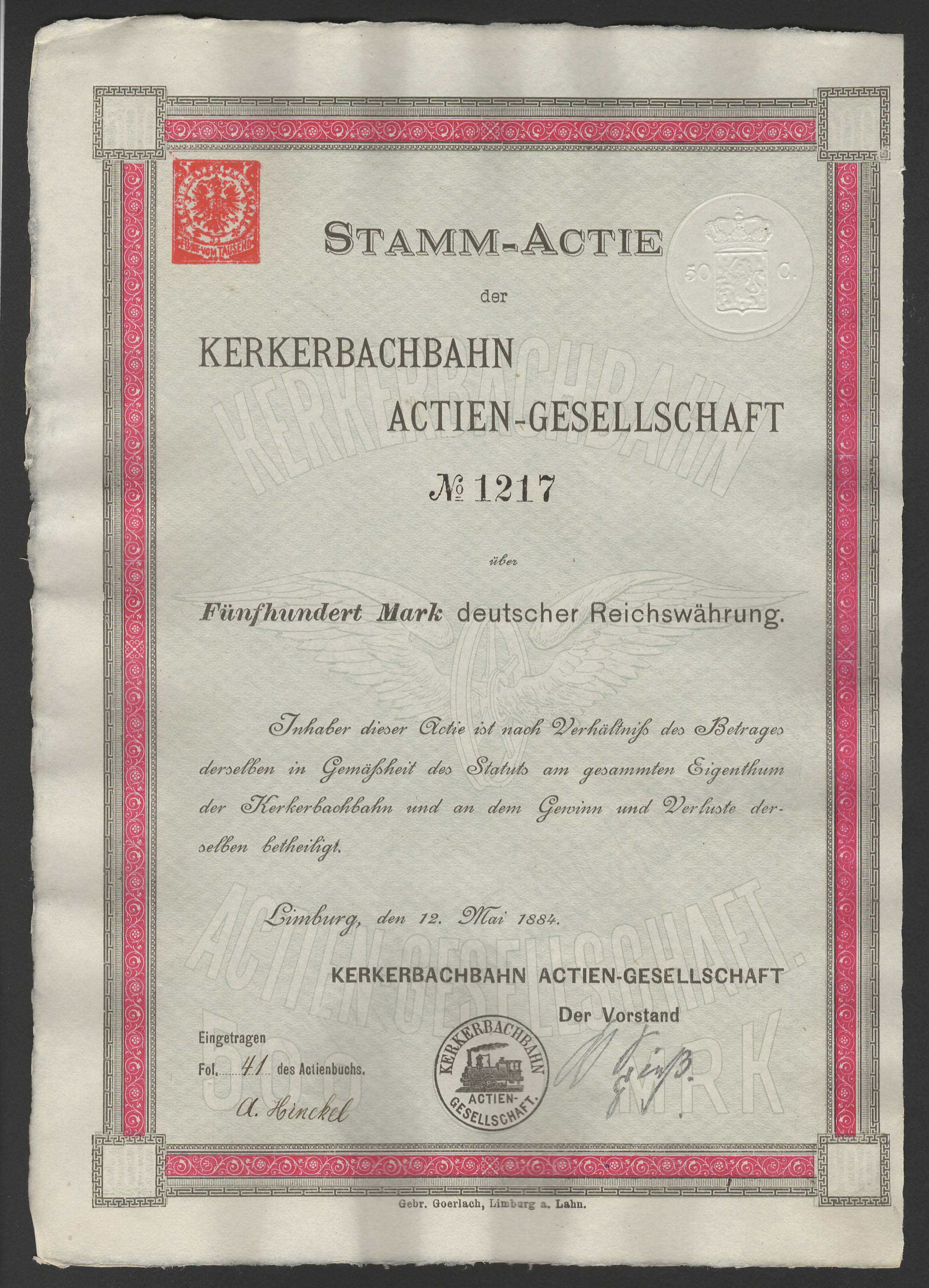
Gründeraktie der Kerkerbachbahn AG vom 12. Mai 1884

Die Kerkerbachbahn Aktien-Gesellschaft wurde am 12. Mai 1884 von zehn Privatpersonen in Limburg an der Lahn gegründet; die Mehrheit der Aktionäre waren niederländische Bürger. Die Gesellschaft verlegte ihren Sitz im Jahr 1887 nach Christianshütte in der Gemeinde Schupbach und 1906 nach Kerkerbach in der Gemeinde Steeden (beide im Oberlahnkreis). Gesellschaftszweck war der „Bau und Betrieb einer schmalspurigen Nebenbahn zur Beförderung von Personen und Gütern zwischen Heckholzhausen und Dehrn mit Anschluss an die Preußische Staatsbahn in Kerkerbach“.

### Bau der Bahnstrecke

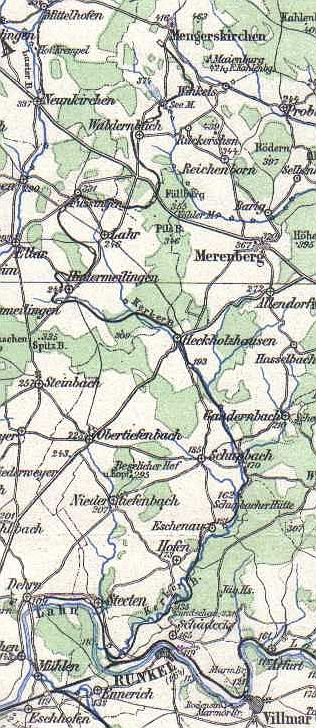
Kartenausschnitt von 1906 über den Verlauf der Kerkerbachbahn

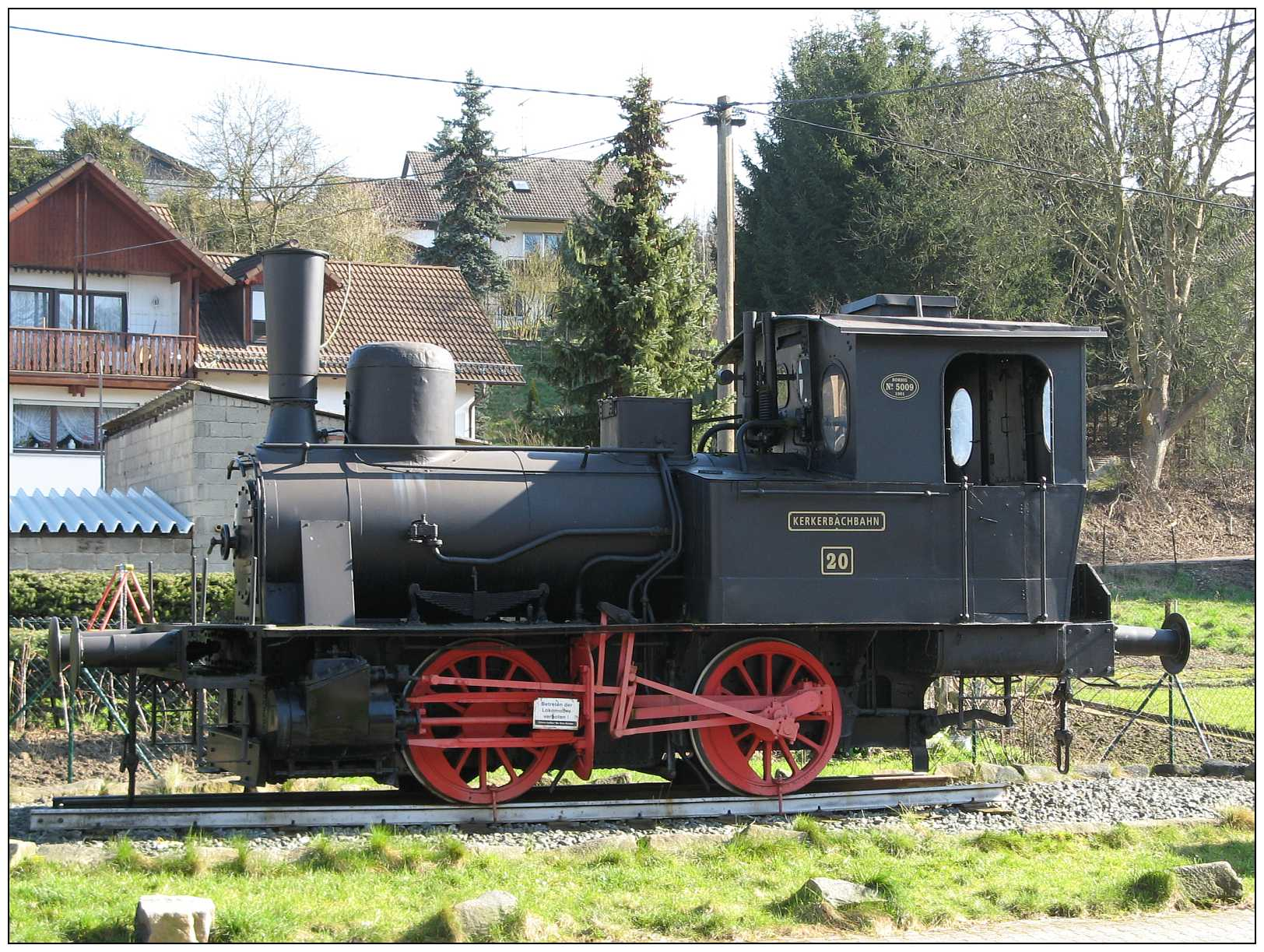
Als Denkmal wurde diese nicht auf der Kerkerbachbahn eingesetzte normalspurige Borsig-Lokomotive, Baujahr 1901, in Heckholzhausen aufgestellt

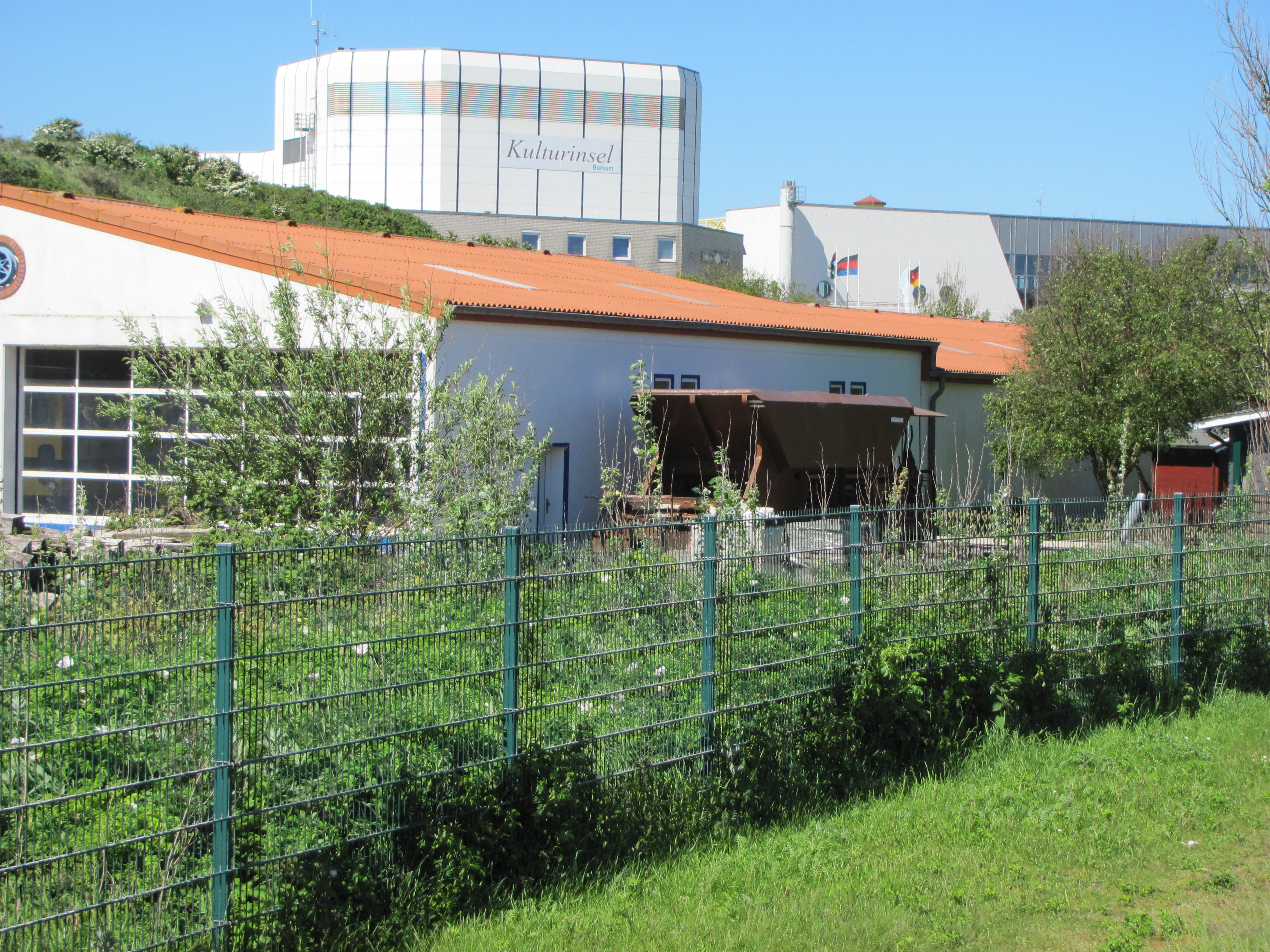
Trichterwagen der Kerkerbachbahn, später an die Borkumer Kleinbahn verkauft, dort erhalten

Diese typische Kleinbahn von Kerkerbach nach Heckholzhausen war rechtlich eine vollwertige Eisenbahn, weil in ihrer Gründungszeit das Preußische Kleinbahngesetz – das weniger strenge Vorgaben für Bau und Betriebsführung vorsah – noch nicht existierte. Die Bahn sollte vor allem Erz, Kalkstein, Lahnmarmor, Basalt und Ton, die Bodenschätze des südlichen Westerwaldes, zum Hafen Steeden an der Lahn und zum Staatsbahnhof Kerkerbach an der Lahntalstrecke Gießen–Limburg transportieren. Dieser Anschluss bedeutete jedoch für die Reisenden, dass sie in Richtung Limburg oder Weilburg, ja sogar zum naheliegenden Amtsstädtchen Runkel umsteigen mussten.
Die erste vier Kilometer lange Teilstrecke wurde dreischienig – in Normal- und Meterspur – von Kerkerbach lahnabwärts über Steeden bis Dehrn angelegt, wo ab 1. Mai 1886 zunächst nur Güterzüge fuhren. Personenzüge folgten zwei Jahre später, am 1. Juni 1888, als gleichzeitig auch im Kerkerbachtal der Personenverkehr talaufwärts über Schupbach bis Heckholzhausen aufgenommen wurde. Der Güterverkehr hatte hier schon am 5. November 1887 bis Eschenau und am 10. Januar 1888 über Christianshütte, wo damals der Betriebsmittelpunkt lag, bis Heckholzhausen begonnen.
Erst nach einer Pause von mehr als einem Jahrzehnt wurde beschlossen, diese ausschließlich schmalspurige „obere Strecke“ weiter in den Westerwald hinaufzuführen. Am 1. Oktober 1905 wurde Hintermeilingen erreicht, am 24. Oktober 1907 Waldernbach und schließlich am 15. April 1908 Mengerskirchen. Damit hatte die gesamte Kerkerbachbahn eine Länge von 35 Kilometern erreicht.

## Entwicklung der Bahn
Die Streckenverlängerung von Heckholzhausen bis Mengerskirchen erwies sich als finanzieller Fehlschlag. Schuld daran war einerseits die steigungs- und kurvenreiche Trasse mit einer Fahrzeit von rund zwei Stunden, andererseits die Wirtschaftskrise am Ende des Ersten Weltkrieges, die auch eine vor Ausbruch des Krieges geplante Verlängerung und damit eine wirtschaftliche Neuorientierung Richtung Norden (Hoher Westerwald) von Mengerskirchen aus ad acta legte. Zum 15. November 1920 wurde der öffentliche Betrieb nach Winkels und Mengerskirchen eingestellt. Die AG Eiserfelder Steinwerke kaufte 1920 die Strecke ab Hintermeilingen und betrieb sie als Privatanschlussbahn unter dem Namen Hintermeilingen-Mengerskirchener Anschlussbahn GmbH noch bis 1935.
Auch als Abzweigungen von der regulären Strecke wurden jahrelang mehrere Anschlussbahnen für den Güterverkehr betrieben, u. a. in der Zeit von 1937 bis 1939 zum Bau der Autobahnbrücke der A 3 über die Lahn bei Dietkirchen.

### Ende des Personenverkehrs
Der stets bescheidene Personenverkehr (zwei bis drei Zugpaare pro Tag) endete auf dem Abschnitt zwischen Kerkerbach und Dehrn schon 1929, konnte sich aber zwischen Kerkerbach und Hintermeilingen vor allem aufgrund des Fehlens anderer Transportmöglichkeiten im Zweiten Weltkrieg und der unmittelbaren Folgezeit noch bis zum 1. Juni 1958 halten. Anschließend wurde nur noch ein Zugpaar von Kerkerbach bis Schupbach angeboten, das genau zwei Jahre später ebenfalls entfiel. Die Kerkerbachbahn unterhielt seit 1949 auch einen kleinen Omnibusbetrieb, der zeitweise Stadtlinien in Limburg umfasste; wesentliche Teile ihres Einzugsgebietes wurden jedoch von der Kraftpost und anderen Unternehmen mit direkten Linien nach Limburg und Weilburg erschlossen.

### Ende des Güterverkehrs

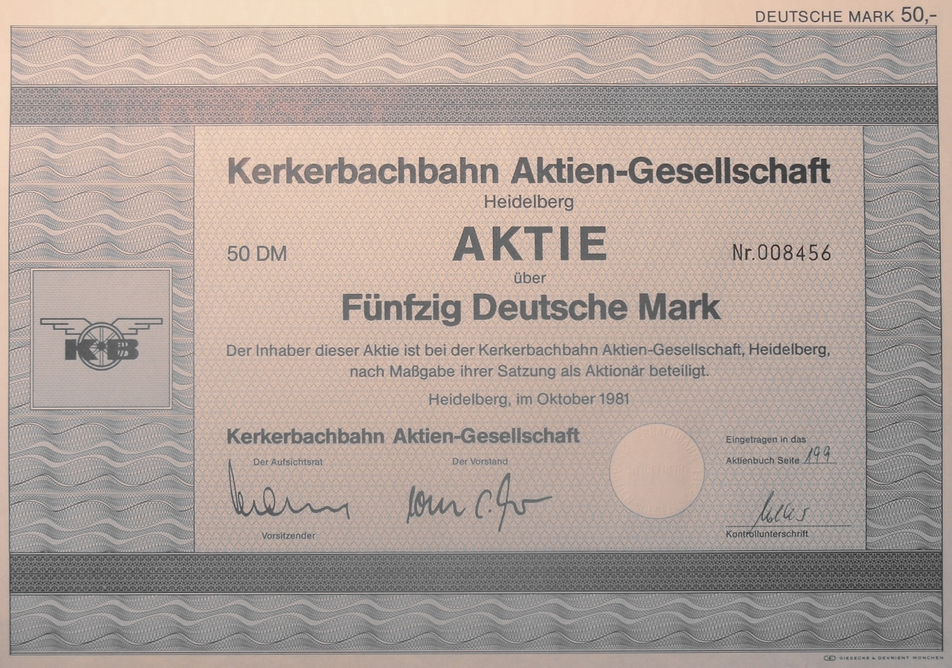
Aktie der Kerkerbachbahn von 1981 aus der „Immobilienzeit“.

Im Jahr 1958 hatte die Kerkerbachbahn je eine schmalspurige und eine normalspurige Diesellok von Ruhrtaler beschafft. Aber schon am 17. Dezember 1960 folgte die Aufgabe des restlichen Güterverkehrs auf der Strecke im Kerkerbachtal und anschließend der Abbau aller Schmalspurgleise. Dagegen führte die Abfuhr von Kalksteinen aus einem Bruch der BASF Ludwigshafen in Steeden zu einer weiterhin guten Auslastung des unteren Abschnittes zwischen Dehrn, Steeden und Kerkerbach. Diesen Abschnitt betrieb die Kerkerbachbahn AG zunächst weiter, bis ihn ab 1. Januar 1975 die Deutsche Bundesbahn als Anschlussgleis in eigener Regie übernahm. Die Kerkerbachbahn-Gesellschaft gab den gesamten Verkehrsbetrieb auf und betätigte sich mit neuen Aktionären im Immobiliengeschäft, bis sie 1984 – einhundert Jahre nach ihrer Gründung – Konkurs anmelden musste. Die Aktienurkunden haben als Nonvaleurs nur noch Sammlerwert.

## Heutiger Zustand

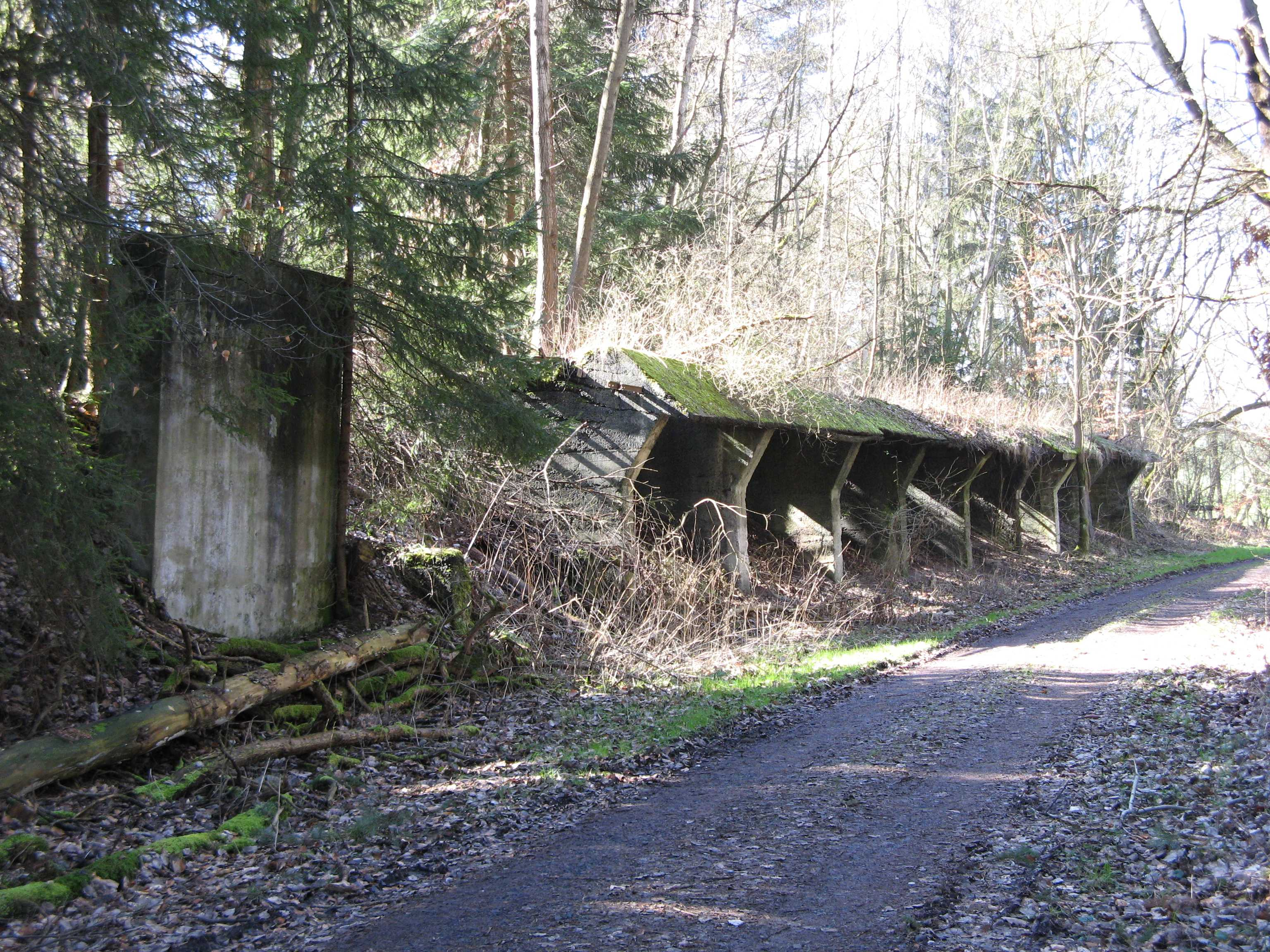
Reste der Laderampen zwischen Hintermeilingen und Heckholzhausen

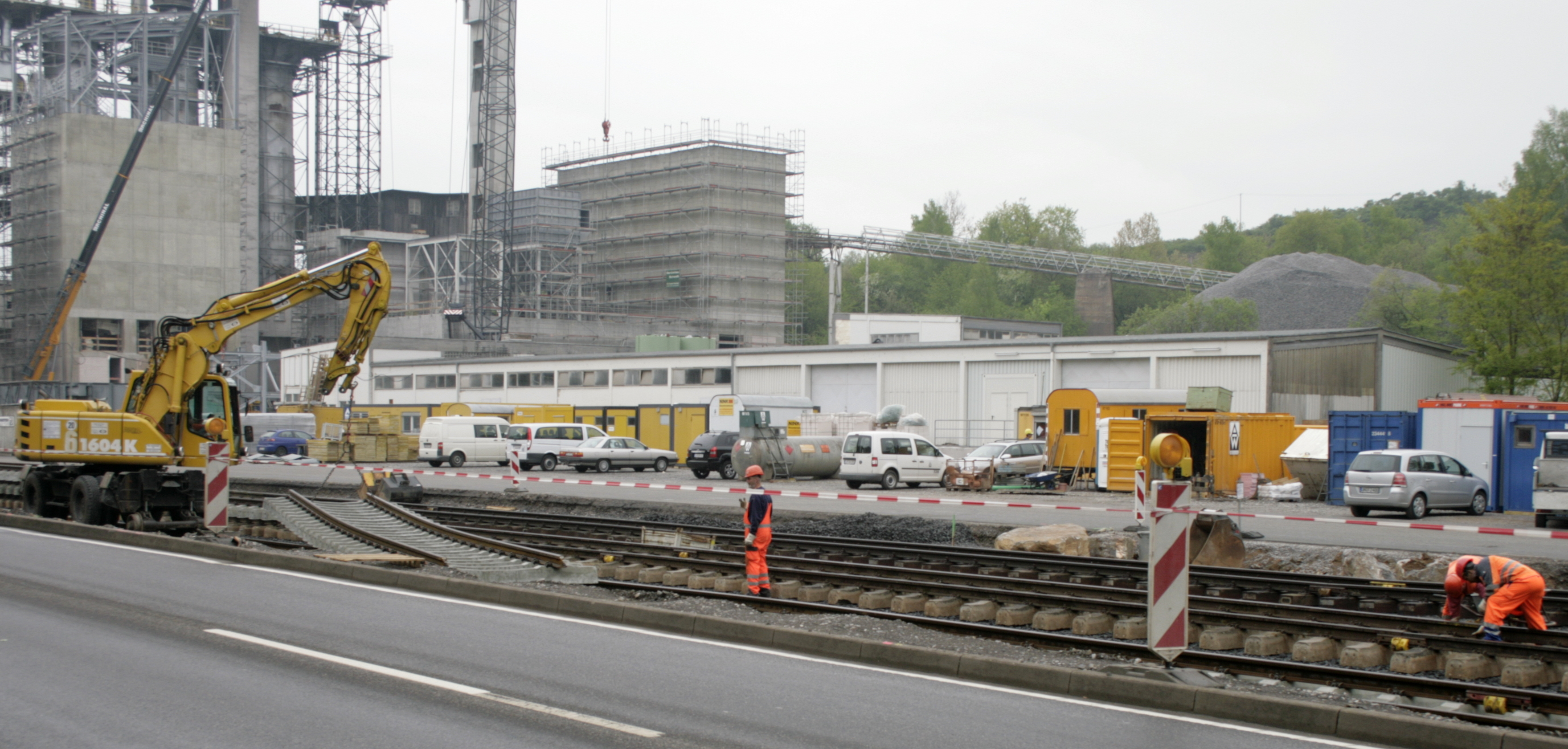
Bauarbeiten im April 2009 zum Wiederherstellen der Bahnstrecke bei Steeden, im Hintergrund das Kalkwerk

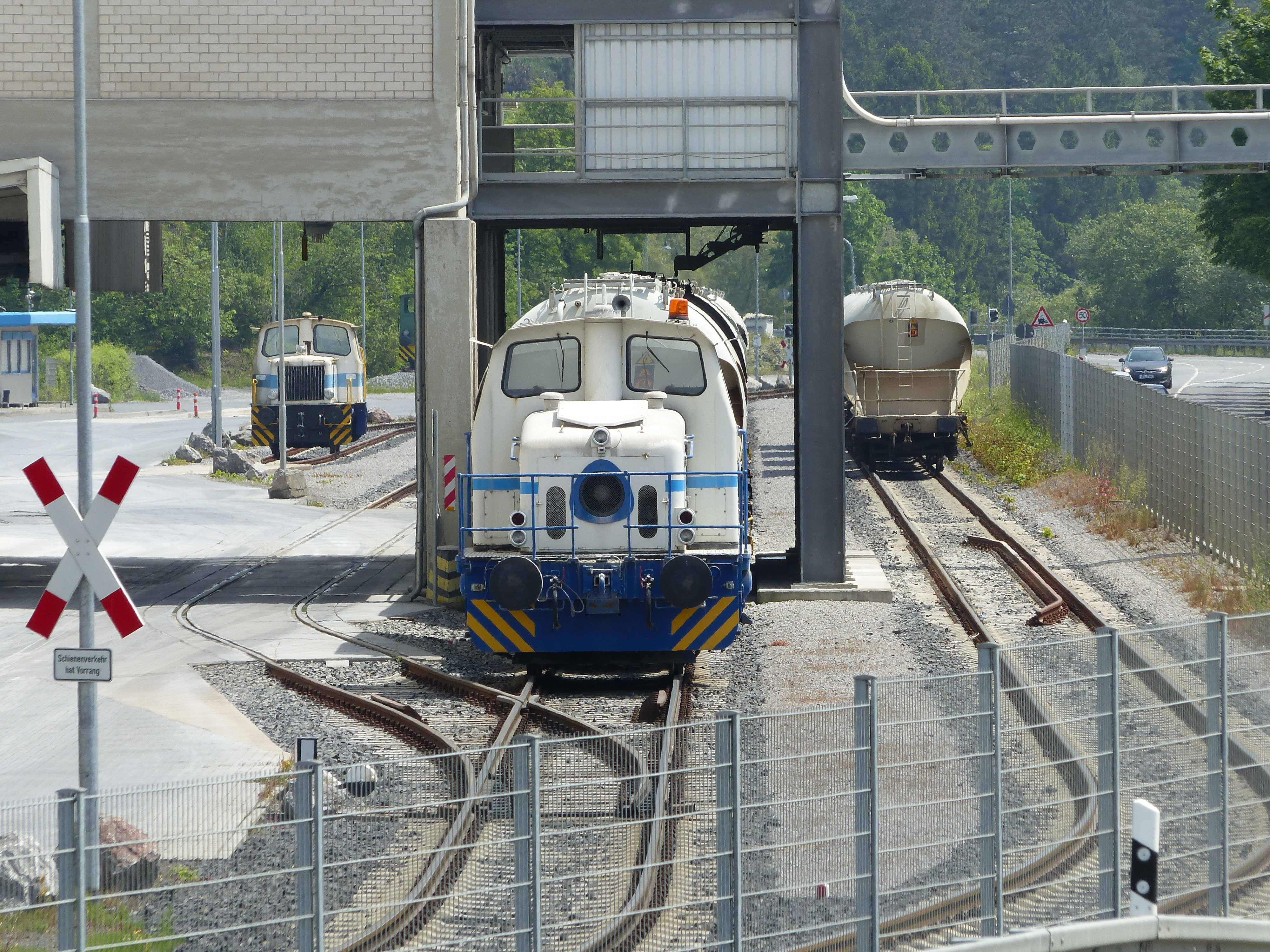
Verladung im Kalkwerk (2016)

Die Gleise auf dem Streckenteil zwischen Kerkerbach und Mengerskirchen wurden nach der Stilllegung der einzelnen Abschnitte abgebaut. Heute befindet sich auf Teilstücken der Trasse ein Fuß- und Radweg. Dieser Kerkerbachtal-Radweg entstand kurz nach dem Rückbau der Bahntrasse zunächst abschnittsweise auf dem Gebiet einiger Gemeinden auf der vormaligen Bahnstrecke. In den Jahren 2009 bis 2011 erfolgte ein durchgängiger Ausbau mit einheitlicher Beschilderung und gemeinsamer Vermarktung.
Der Abschnitt von Kerkerbach über Steeden nach Dehrn besteht nach wie vor als Infrastruktur der DB Netz AG, wurde jedoch von 2000 bis 2009 nicht genutzt. In Dehrn sind bereits viele Gleisanlagen im südlichen Bereich entfernt. Die Gleisanlagen im Bereich des Kalkwerks sind noch samt vieler Weichen vorhanden.
Ende März 2007 beschloss die Schaefer Kalk GmbH & Co KG, Eigentümerin des Steedener Kalkwerkes, eine Erweiterung der Anlagen in Steeden. In diesem Zusammenhang wurde die noch bestehende Trasse von Kerkerbach bis kurz vor Dehrn wieder reaktiviert. Die Gleisbauarbeiten begannen im September 2008, am 3. November 2009 wurde die Strecke erstmals wieder von einem Zug befahren.